# حسین‌آباد ناظم
حسین‌آباد ناظم (به لری: حسین آوادِ ناظم) یکی از شهرهای بخش سامن در شهرستان ملایر استان همدان است. دهستان حرم رود سفلی با مرکزیت روستای حسین‌آباد ناظم دارای ۱۸ روستا و۱۲۵۳۶ نفر جمعیت پرجمعیت‌ترین ناحیه در بخش سامن از توابع ملایر است. شهر شدن حسین‌آباد ناظم در مجلس به تصویب رسیده و با موافقت استاندار این روستا به شهر تبدیل شد. این روستا (شهر جدید) متعلق به ارباب (خان) ناظمی بوده که طبق روایات فردی روحانی و عادل بوده که بعد از تقسیم اراضی روستا (شهر جدید) را ترک کرده، مردم این شهر از قوم لر بوده و به زبان لری تکلم می‌کنند.

## جمعیت
جمعیت روستا حسین‌آباد ناظم بر اساس سرشماری مرکز آمار ایران در سال ۱۳۹۰، برابر با ۳۲۷۱ نفر (۱۰۵۵ خانوار) بوده است.

## موقعیت
فاصله این روستا تقریباً با شهر ملایر حدود ۲۰ کیلومتر است روستا حسین‌آباد ناظم با روستاهایی چون توچغاز، کرتیل آباد، هزار جریب، همسایه است.

## جاذبه‌های دیدنی
۱. از جاذبه‌های این روستا برج قلیار (قره یال یا قلعه یار) می‌باشد که متأسفانه به دلیل عدم رسیدگی، تقریباً ۸۰ درصد آن ویران شده است. این برج از خشت خام و در دو طبقه ساخته شده است و کاربری آن احتمالاً دیده‌بانی و استفاده در مقابله با اشرار بوده است.
1. از دیگر جاذبه‌های این روستا قنات آن است که قدمتی طولانی دارد و از آن برای آبیاری باغهای مصفا و وسیع واقع در غرب روستا استفاده می‌شده است و با وجود کم‌آب شده آن در سالهای اخیر هنوز هم مورد استفاده می‌باشد. گفتنی است آب مورد نیاز اراضی کشاورزی و باغات میوه و همجنین آب شرب اهالی در حال حاضر عمدتاً از چاه‌های عمیق تأمین می‌گردد.
2. وجود چند منطقه و تپه باستانی که معروفترین آن‌ها به نام یکه لنگه است که به قولی این منطقه (تقریباً صاف شده) قدمتی طولانی داشته و روستای اصلی این منطقه که در سر راه شهر نهاوند است بوده و هم‌زمان با تپه باستانی نوشیجان ملایر می‌باشد. تمامی این منطقه‌ها و تپه‌ها توسط میراث فرهنگی ملایر علامت‌گذاری شده است.
3. سالیار: منطقه باصفا و سرسبزی است که در پشت تپه موسوم به قلیار واقع شده است.

## محصولات کشاورزی
محصول اصلی روستا کشت آبی (گندم و جو) انگور و گردو می‌باشد. باغات این روستا دارای درختان گردو - انگور - زردآلو - بادام - هلو و شلیل می‌باشد.
البته ناگفته نماند به علت کمبود آب کشاورزی حسین‌آباد ناظم در حال حاضر دچار وضعیت نابسمانی است .

## ادارات و امکانات
- شهرداری
- اداره برق
- شرکت تعاونی تولید کشاورزی
- شرکت تعاونی روستایی
- شورای حل اختلاف
- شورای اسلامی
- اداره پست
- پست بانک
- بانک ملی ایران
- اورژانس۱۱۵ و آمبولانس بنز
- کتابخانه
- مدارس پسرانه (ابتدایی - راهنمایی - دبیرستان - پیش دانشگاهی)
- مدارس دخترانه (ابتدایی - راهنمایی - دبیرستان -)
- مرکز بهداشتی درمانی
- خانه بهداشت
- پاسگاه انتظامی
- عکاسی
- مزون عروس
- بیمه روستاییان و عشایر
- خانه عالم
- مسجد جامع
- تکیه ابوالفضل
- اتحادیه دهیاران بخش سامن
- شرکت فنی، مشاوره‌ای و خدمات مهندسی کشاورزی هزار دانه نوشیجان

بانک کشاورزی
بانک ملت
شهرداری
سالن ورزشی چند منظوره
بیمارستان۲۰تخت خوابی
آزمایشگاه

## صنایع و معادن
۱. دو کارخانه آجر به قدمت بیش از ۳۰ سال و تعداد ۱۰ کارخانه آجرسازی صنعتی که با اجرای طرح جدید سایت کارخانجات آجر صنعتی ملایر در حال افزایش می‌باشد.
1. یک معدن
2. چند مرغداری صنعتی
3. معدن سیلیس
4. بیش از پنجاه کوره آجر پزی سنتی (دستی)
5. کارخانه قارچ خوراکی (بزرگ‌ترین کارخانه استان)
6. کارگاه تراشکاری و تولیدی شیرسه راه (نام یک نوع شیر فلکه که دارای ثبت اختراع می‌باشد)

روستای حسین‌آباد ناظم دارای مردمی مهاجرپذیر می‌باشد و به همین علت جمعیت آن در سالهای گذشته به شدت رشد داشته است.

## نقشه ماهواره‌ای حسین‌آباد ناظم
حسین‌آباد را در نقشه گوگل ببینید